# Морски охлюв маруля
Морските охлюви марули (Elysia crispata) са вид коремоноги от семейство Plakobranchidae.
Таксонът е описан за пръв път от Ото Андреас Ловсон Мьорх през 1863 година.